# Radišići
Radišići (en cyrillique : Радишићи) est une localité de Bosnie-Herzégovine. Elle est située dans la municipalité de Ljubuški, dans le canton de l'Herzégovine de l'Ouest et dans la fédération de Bosnie-et-Herzégovine. Selon les premiers résultats du recensement bosnien de 2013, elle compte 2 447 habitants.

## Démographie

### Évolution historique de la population
| 1948  | 1953  | 1961  | 1971  | 1981  | 1991  | 2013  |
| ----- | ----- | ----- | ----- | ----- | ----- | ----- |
| 1 997 | 1 972 | 2 136 | 2 383 | 2 412 | 2 502 | 2 447 |

|  |

### Communauté locale
En 1991, la communauté locale de Radišići comptait 3 271 habitants, répartis de la manière suivante :